# Robert Lucas (economista)
Robert Emerson Lucas (Yakima, 15 settembre 1937 – Chicago, 15 maggio 2023) è stato un economista statunitense.

## Biografia
Si laureò in storia nel 1959 e ottenne successivamente un Ph.D. in Economia nel 1964, entrambi i titoli conseguiti all'Università di Chicago. Ha insegnato alla Carnegie Mellon University fino al 1975, per tornare poi a quella di Chicago. È stato probabilmente uno degli economisti più influenti dagli anni settanta, ha contribuito a cambiare i fondamenti della teoria macroeconomica, argomentando che un modello macroeconomico deve contenere fondamenti microeconomici. Conosciuto, in primo luogo, per le sue ricerche circa le implicazioni nell'assumere le "aspettative razionali", ha anche sostenuto la visione del ciclo economico come equilibrio dinamico. È stato insignito del premio Nobel per l'economia nel 1995 "per aver sviluppato e applicato l'ipotesi delle aspettative razionali, trasformando l'analisi economica e approfondendo la nostra comprensione dell'economia".
Ha sviluppato il concetto della critica di Lucas sulla politica economica, sostenendo che le relazioni tra parametri che sembrano rimanere stabili, come per esempio l'apparente relazione tra inflazione e disoccupazione, mutano in funzione dei cambi della politica economica. Ha aiutato lo sviluppo del modello delle Isole-Lucas, il quale suggerisce che la produzione può aumentare in seguito alla politica monetaria inattesa poiché i produttori scambiano l'aumento del livello generale dei prezzi per un aumento del prezzo del bene che producono.

## Opere
- Rational Expectations and Econometric Practice, coautore Thomas J. Sargent, Minneapolis, University of Minnesota Press, 1977.
- Studies in business-cycle theory, Cambridge, Mass., MIT Press, 1981. Trad. italiana Studi sulla teoria del ciclo economico, Milano, Giuffrè, 1986. ISBN 88-14-01038-2.
- Models of business cycles, Oxford, Basil Blackwell, 1987.
- The Indian economy : recent development and future prospects, coautore Gustav F. Papanek, Delhi, Oxford University Press, 1989.
- Recursive methods in economic dynamics, coautore Nancy L. Stokey, Cambridge, Mass. Harvard University, 1989.
- Lectures on economic growth, Cambridge, Mass., Harvard University Press, 2002.